# Tantilla cucullata
Tantilla cucullata este o specie de șerpi din genul Tantilla, familia Colubridae, descrisă de Minton 1956. A fost clasificată de IUCN ca specie cu risc scăzut. Conform Catalogue of Life specia Tantilla cucullata nu are subspecii cunoscute.